# Erich Gamma
Erich Gamma (Zurique, 13 de março de 1961) é um cientista da computação suíço.
É um dos quatro autores do livro Design Patterns: Elements of Reusable Object-Oriented Software (ISBN 0201633612). É também o principal projetista do JUnit e do Eclipse.